# Paul Ivano
Paul Ivano (Pavel Ivanišević) (Nizza, 13 maggio 1900 – Los Angeles, 9 aprile 1984) è stato un fotografo cinematografico francese.

## Biografia

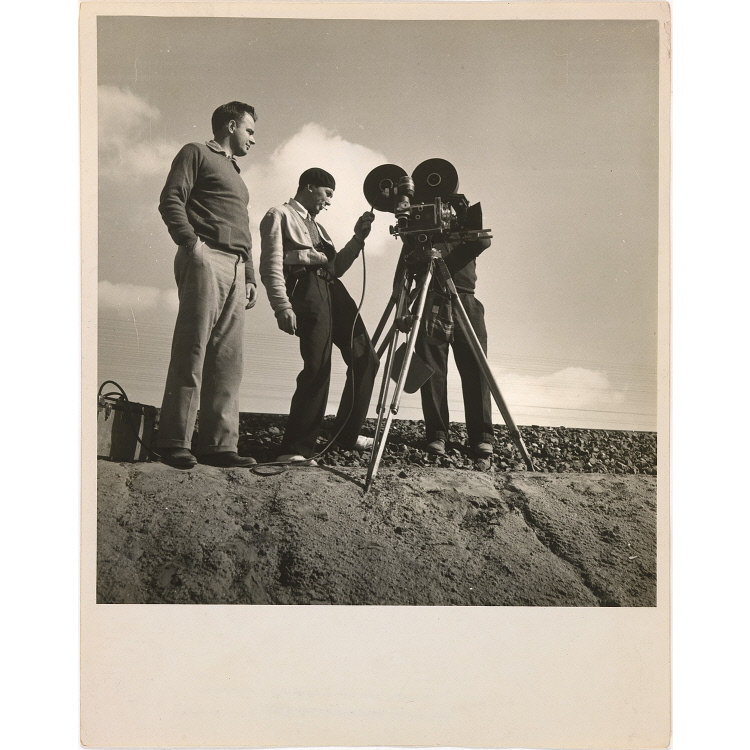
Dorothea Lange (a dx.) fotografa Paul Ivano (al centro) e il regista Pare Lorentz (a sx.). 1936, presso Bakersfield, California

Nato da genitori serbi, la carriera di Ivano, ASC, si protrasse dai primi anni '20 ai '60 inoltrati.. Egli prestò servizio in Europa dal 1916 al 1918 presso il Franco–American Ambulance Corps e l'American Volunteer Motor Ambulance Corps.. Alla conclusione della prima guerra mondiale Ivano rimase nei Balcani, attivo come fotografo ed interprete per la Croce Rossa Americana. Giunse negli Stati Uniti nel 1919, e si trasferì in California l'anno successivo.
Dal 1923 Paul Ivano fu attivo come cameraman principale. La sua abilità nelle riprese aeree lo portò a collaborare, ad esempio, con il regista Howard Hughes per il film Gli angeli dell'inferno (1930). Nel 1947 divenne il primo operatore a compiere riprese da un elicottero, di ciò si valse per i film La donna del bandito, di Nicholas Ray (1948) e Doppio gioco di Robert Siodmak.
Ivano sposò Margaret (Greta) Ginsburg.

## Filmografia parziale

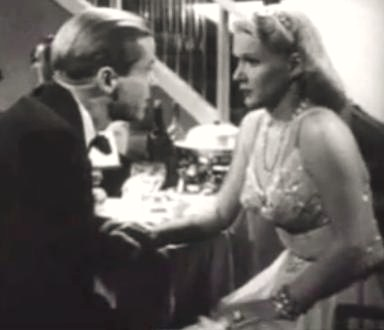
L'angelo nero (1946) : Dan Duryea e June Vincent

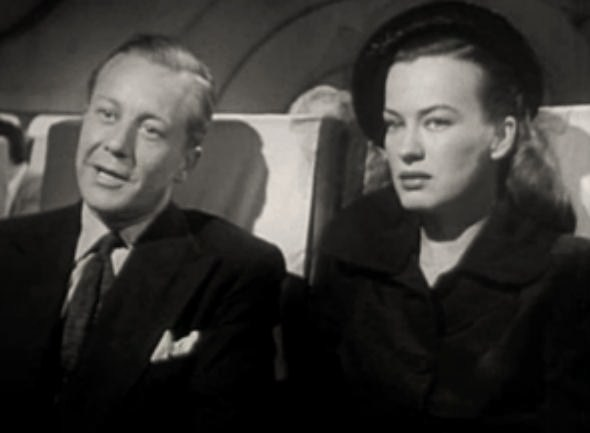
Million Dollar Weekend (1948): Gene Raymond e Osa Massen

### Cinema

#### Direttore della fotografia
- Lo sceicco (The Sheik), regia di George Melford (1921)
- Un'ora di follia (The Dancers), regia di Emmett J. Flynn (1925)
- Una donna del mare (A Woman of the Sea), regia di Josef von Sternberg (1926)
- Yellow Fingers, regia di Emmett J. Flynn (1926)
- L'angelo della strada (Street Angel), regia di  Frank Borzage (1928)
- Corona di fango (No Other Woman), regia di Lou Tellegen (1928)
- La regina Kelly (Queen Kelly), regia di Erich von Stroheim (1929)
- Frankenstein, regia di James Whale (1931)
- Cavalcade of the West, regia di Harry L. Fraser (1936)
- The Plow That Broke the Plains, regia di Pare Lorentz - cortometraggio, documentario (1936)
- Ambush Valley, regia di Bernard B. Ray (1936)
- Hoosier Schoolboy, regia di William Nigh (1937)
- Battle of Greed, regia di Howard Higgin (1937)
- Blazing Barriers, regia di Aubrey Scotto (1937)
- I Am a Criminal, regia di William Nigh (1938)
- Should a Girl Marry ?, regia di Lambert Hillyer (1939)
- I misteri di Shanghai (The Shanghai Gesture), regia di Josef von Sternberg (1941)
- About Face, regia di Kurt Neumann (1942)
- Isle of Missing Men, regia di Richard Oswald (1942)
- Hitler - Dead or Alive, regia di Nick Grinde (1942)
- The Bashful Bachelor, regia di Malcolm St. Clair (1942)
- All by Myself, regia di Felix E. Feist (1943)
- She's for Me, regia di Reginald Le Borg (1943)
- Il carnevale della vita (Flesh and Fantasy), regia di Julien Duvivier (1943)
- Fired Wife, regia di Charles Lamont (1943)
- Dead Man's Eyes, regia di Reginald Le Borg (1944)
- Slighty Terrific, regia di Edward F. Cline (1944)
- Quinto non ammazzare! (The Suspect), regia di Robert Siodmak (1944)
- Destiny, regia di Reginald Le Borg (1944)
- L'impostore (The Impostor), regia di Julien Duvivier (1944)
- Pardon My Rhythm, regia di Felix E. Feist (1944)
- Hi, Beautiful, regia di Leslie Goodwins (1944)
- Destinazione Algeri (Pursuit to Algiers), regia di Roy William Neill (1945)
- Io ho ucciso (The Strange Affair of Uncle Harry), regia di Robert Siodmak (1945)
- The Frozen Ghost, regia di Harold Young (1945)
- See My Lawyer, regia di Edward F. Cline (1945)
- Men in Her Diary, regia di Charles Barton (1945)
- Senorita from the West, regia di Frank R. Strayer (1945)
- L'angelo nero (Black Angel), regia di Roy William Neill (1946)
- The Spider Woman Strikes Back, regia di Arthur Lubin (1946)
- Little Miss Big, regia di Erle C. Kenton (1946)
- Fun on a Weekend, regia di Andrew L. Stone (1947)
- Violenza (The Gangster), regia di Gordon Wiles (1947)
- Million Dollar Weekend, regia di Gene Raymond (1948)
- L'amabile ingenua (The Lovable Cheat), regia di Richard Oswald (1949)
- Botta senza risposta (Champagne for Caesar), regia di Richard Whorf (1950)
- Gold Raiders, regia di Edward Bernds (1951)
- La follia del silenzio (Pickup), regia di Hugo Haas (1951)
- Captive Women, regia di Stuart Gilmore (1951)
- Strano fascino (Strange Fascination), regia di Hugo Haas (1952)
- For Men Only, regia di Paul Henreid (1952)
- Confessione di una ragazza (One Girl's Confession), regia di Hugo Haas (1953)
- Fangs of the Wild, regia di William F. Claxton (1954)
- La donna delle tenebre (Lizzie), regia di Hugo Haas (1957)
- The Nun and the Sergeant, regia di Franklin Adreon (1962)
- Chubasco, regia di Allen H. Miner (1966)

#### Direttore della fotografia della seconda unità
- Il mozzo dell'Albatros (Moran of the Lady Letty), regia di George Melford (1922)
- Casa di bambola (A Doll's House), regia di Charles Bryant (1922)
- I banditi di Lost-Hope (Lorna Doone), regia di Maurice Tourneur (1922)
- Tre pazzi saggi (Three Wise Fools), regia di King Vidor (1923)
- In the Palace of the King, regia di Emmett J. Flynn (1923)
- Salomè (Salome), regia di Charles Bryant (1923)
- Arance selvatiche (Wild Oranges), regia di King Vidor (1924)
- Ben-Hur (Ben-Hur : A Tale of the Christ), regia di Fred Niblo (1925)
- I quattro diavoli (Four Devils), regia di Friedrich Wilhelm Murnau (1928)
- Cercatrici d'oro (Gold Diggers of Broadway), regia di Roy Del Ruth (1929)
- Rivista delle nazioni (The Show of Shows), regia di John G. Adolfi (1929)
- La dea verde (The Green Goddess), regia di Alfred E. Green (1930)
- Via col vento (Gone with the Wind), regia di Victor Fleming, George Cukor e Sam Wood (1939)
- Johnny Belinda, regia di Jean Negulesco (1948)
- La donna del bandito (They Live by Night), regia di Nicholas Ray (1949)
- Doppio gioco (Criss Cross), regia di Robert Siodmak (1949)
- Japanese War Bride, regia di King Vidor (1952)

#### Altro
- Rapacità (Greed), regia di Erich von Stroheim (operatore di ripresa) (1924)
- Gli angeli dell'inferno (Hell's Angels), regia di Howard Hughes (fotografia aerea) (1930)
- An American Tragedy, regia di Josef von Sternberg (operatore di ripresa) (1931)

### Televisione
(direttore della fotografia)
- Screen Directors Playhouse, stagione unica, episodio 16: No. 5 Checked Out di Ida Lupino; episodio 22: The Sword of Villon di George Waggner; episodio 23: Markheim di Fred Zinnemann; episodio 26: The Dream. (1956)
- Mike Hammer, stagione 1, episodio 22: The Broken Frame di John English (1958)
- Daniel Boone, stagione 1, episodio 1: Ken-Tuck-E di George Marshall (1964)
- Daktari, stagione 1, episodi non specificati (1966)
- Organizzazione U.N.C.L.E. (The Man from U.N.C.L.E.), stagione 3, episodio 25: The Hot Number Affair di George Waggner; episodio 27: The Apple-a-Day Affair (1967)
- Tre nipoti e un maggiordomo (Family Affair), Stagioni 2 e 3, 57 episodi (1967-1969)